# Byssochlamys
Byssochlamys es un género de hongos de la familia Trichocomaceae. Primeramente descripto por el botánico sueco Richard Westling en 1909, este género, ampliamente extendido, contiene cuatro especies asociadas con el deterioro alimentario, especialmente en alimentos ácidos procesados por calor.
Especies del género Byssochlamys pueden producir la micotoxina patulina en jugos de fruta, así como ácido bisoclámico y ácido micofenólico.